# Culpinia rufolimbaria
Culpinia rufolimbaria är en fjärilsart som beskrevs av Hedemann 1879. Culpinia rufolimbaria ingår i släktet Culpinia och familjen mätare. Inga underarter finns listade i Catalogue of Life.